# Suzanne Grant
Suzanne Winters (* 17. April 1984 in Inverness, Schottland, Vereinigtes Königreich als Suzanne Grant) ist eine schottische ehemalige Fußballspielerin. Für die schottische Fußballnationalmannschaft spielte sie von 2000 bis 2013 international. Auf Vereinsebene gewann sie sowohl das schottische als auch das englische „domestic treble“.

## Karriere
Suzanne begann mit dem Fußballspielen während ihrer Schulzeit und spielte für eine Jungenmannschaft, als sie für die schottische Nationalmannschaft entdeckt wurde. 2004 bekam sie einen Vertrag bei Glasgow City LFC, wo sie bis 2006 spielte und 2004/05 die schottische Meisterschaft sowie 2006 den schottischen Pokal gewann. Im UEFA Women’s Cup 2005/06 scheiterten die Schottinnen aber bereits in der 1. Runde, wobei sie kein Spiel gewannen. Danach folgte ein Engagement beim Hauptstadtclub Hibernian LFC, wo sie 2006/07 das schottische domestic treble gewann und in der darauf folgenden Saison nochmals der Pokalsieg. 2009 folgte der Wechsel in die englische Hauptstadt zu den Arsenal Ladies FC. Bei ihrem Einstand im Liga-Cup-Finale erzielte sie nach Einwechslung sofort ein Tor. Zudem gewann sie mit Arsenal das FA-Cup-Finale und sechs Tage später die Meisterschaft, die sie durch das Tor zum 1:0 im direkten Duell gegen Everton sicherte und damit auch das englische domestic treble. Zudem trug sie mit zwei Toren zum Gewinn des London County Cups bei. Danach wechselte sie zurück nach Schottland und spielte für Celtic Glasgow, wo sie zwar zeitweise ausgeliehen wurde, aber 2010 den Scottish Women’s Premier League Cup gewann. Im Juli 2015 unterschrieb sie einen Vertrag bei Motherwell. In ihrem ersten Spiel für Motherwell, einem 21:0-Sieg gegen Edinburgh South erzielte sie 11 Tore.
2017 gab sie aufgrund einer Knieverletzung ihr Karriereende bekannt.

## Nationalmannschaft
Grant spielte mit 14 Jahren für die schottische U-17-Mannschaft und hatte ihren ersten Auftritt mit 16 Jahren in der schottischen Fußballnationalmannschaft am 29. November 2000 beim 9:0 gegen Nordirland und schoss dabei gleich zwei Tore.
Im Dezember 2011 gehörte sie zu den schottischen Spielerinnen die für das Team GB in Betracht gezogen wurden, die das Vereinigte Königreich 2012 bei den Olympischen Spielen in London vertreten sollten. Letztlich wurde sie aber nicht berücksichtigt.
Für eine EM- oder WM-Endrunde konnte sie sich mit Schottland bisher nicht qualifizieren. In der Qualifikation für die EM 2009 scheiterten sie in den Playoffs an Russland und in der Qualifikation für die EM 2013 in den Playoffs durch ein Last-Minute-Tor an Spanien.
Am 13. Februar 2013 kam sie beim Freundschaftsspiel der schottischen Mannschaft gegen die USA zu ihrem 100. Länderspiel und schoss bei der 1:3-Niederlage das Tor für die Schottinnen. Ihr letztes Spiel bestritt sie am 7. April 2013 gegen Wales. Danach legte sie eine Schwangerschaftspause ein nach der sie nicht wieder nominiert wurde und 2017 ihre Karriere beendete.

## Privates
Grant lebte seit 2003 mit dem früheren Fußballer David Winters zusammen. Im November 2013 wurde sie Mutter ihres ersten und 2018 ihres zweiten Sohnes. Ihre Zwillingsschwester Shelley spielte ebenfalls Fußball für Glasgow City. 2017 heirateten sie und Winters und sie nahm den Namen ihres Ehemanns an.

## Erfolge
- Schottischer Meister: 2004/05 (mit Glasgow City), 2006/07 (mit Hibernian)
- Schottischer Pokalsieger 2006 (mit Glasgow City), 2007 und 2008 (mit Hibernian)
- Schottischer Ligapokal: 2007 (mit Hibernian), 2010 (mit Celtic)
- Englischer Meister: 2008/09 (mit Arsenal)
- Englischer Pokalsieger: 2009 (mit Arsenal)
- Englischer Ligapokal: 2009 (mit Arsenal)